# Кейленборх, Абрахам
Абрахам Кейленборх (нидерл. Abraham Cuylenborch; 1620, Утрехт —  1658, Утрехт) — голландский живописец.

## Биография
Абрахам Кейленборх писал картины, изображающие мифологические сюжеты на фоне пейзажей, а также гроты. Учился у Корнелиса ван Пуленбурга. В 1639 году был принят в Утрехтскую гильдию художников.
Обычно Кейленборх формировал в интерьере грота декорации для сцены с фрагментами античной архитектуры. Иногда такой интерьер изображает руины гробницы со сценой жертвоприношения, где группа людей, осуществляет возложение  коз и птицы на алтарь. Черепа и кости на алтаре можно интерпретировать как символы бренности всего сущего.

Особой любовью художника пользовались мифологические сюжеты с Дианой, купающейся или отдыхающей в гроте со своей свитой ,
Различные интерпретации подобного сюжета можно встретить и в российских коллекциях: «Купающаяся Диана с нимфами» из бывшей коллекции принца Фосини-Люсинь XIX века, ныне в собрании Музея частных коллекций Международного Института Антиквариата , входящего в состав ASG Инвестиционной группы компаний .
Практически идентичная работа «Отдых Дианы и нимф после охоты».имеется в собрании Государственном музее изобразительных искусств имени А. С. Пушкина .
Картины художника хранятся в музеях: Берлина, Брауншвейга, Глазго, Мюнхена (старая Пинакотека), Нью-Йорка, Санкт-Петербурга (Государственный Эрмитаж) ,Осло, Стокгольмского национального музея и др.

## Ссылка
- Ю. И. Кузнецов. Голландская живопись XVII—XVIII веков в Эрмитаже: Очерк-путеводитель. - М.-Л.: Искусство, 1984.